# Carlijn Achtereekte
Carlijn Achtereekte (Lettele, 29 de enero de 1990) es una deportista neerlandesa que compite en patinaje de velocidad sobre hielo y en ciclismo.
Participó en dos Juegos Olímpicos de Invierno, obteniendo una medalla de oro en Pyeongchang 2018, en la prueba de 3000 m, y el séptimo lugar en Pekín 2022, en la misma prueba.
Ganó tres medallas en el Campeonato Mundial de Patinaje de Velocidad sobre Hielo en Distancia Individual entre los años 2015 y 2021, y una medalla de plata en el Campeonato Europeo de Patinaje de Velocidad sobre Hielo en Distancia Individual de 2018.
Desde 2022 compite en ciclismo en ruta, con el equipo neerlandés Jumbo.

## Patinaje de velocidad

### Palmarés internacional
| Juegos Olímpicos                           | Juegos Olímpicos                | Juegos Olímpicos  | Juegos Olímpicos |
| Año                                        | Lugar                           | Medalla           | Prueba           |
| ------------------------------------------ | ------------------------------- | ----------------- | ---------------- |
| 2018                                       | Pyeongchang (Corea del Sur)     | Medalla de oro    | 3000 m           |
| Campeonato Mundial en Distancia Individual |                                 |                   |                  |
| Año                                        | Lugar                           | Medalla           | Prueba           |
| 2015                                       | Heerenveen (Países Bajos)       | Medalla de plata  | 5000 m           |
| 2020                                       | Salt Lake City (Estados Unidos) | Medalla de plata  | 3000 m           |
| 2021                                       | Heerenveen (Países Bajos)       | Medalla de bronce | 5000 m           |
| Campeonato Europeo en Distancia Individual |                                 |                   |                  |
| Año                                        | Lugar                           | Medalla           | Prueba           |
| 2018                                       | Kolomna (Rusia)                 | Medalla de plata  | 3000 m           |

## Ciclismo

### Equipos
- Visma (2022-)
  - Team Jumbo-Visma (2022-2023)
  - Team Visma-Lease a Bike (2024-)